# بيتر وليامز (متزحلق جبال الألب)
بيتر وليامز (بالإنجليزية: Peter Williams)‏ هو متزحلق جبال الألب نيوزيلندي، ولد في 1983 في أوكلاند في نيوزيلندا.

## روابط خارجية
- بيتر وليامز على موقع Paralympic.org (الإنجليزية)
- بيتر وليامز على موقع اللجنة البارالمبية النيوزيلندية (الإنجليزية)